# 松戸市農業協同組合
松戸市農業協同組合（まつどしのうぎょうきょうどうくみあい、略称JAまつど、松戸市農協）は、かつて千葉県松戸市に本所を置いていた農業協同組合。
2008年7月1日をもって、流山市・千葉小金の2農協と合併し、『とうかつ中央農業協同組合』となった。

## 店舗
- 本店　〒271-0064千葉県松戸市上本郷2243-1
- 経済センター　〒271-0051千葉県松戸市馬橋1939-1
- 常盤平支店　〒270-2261千葉県松戸市常盤平3丁目1-3
- 東部支店　〒270-2221千葉県松戸市紙敷1591
- 矢切支店　〒271-0094千葉県松戸市上矢切260
- 五香支店　〒270-2213千葉県松戸市五香6丁目1-12
- 六実支店　〒270-2204千葉県松戸市六実3丁目5-2
- 六和支店　〒271-0045千葉県松戸市西馬橋3丁目54-16
- 稔台支店　〒270-2231千葉県松戸市稔台100-5
- 古ヶ崎支店　〒271-0068千葉県松戸市古ヶ崎4丁目3489-1
- 中央支店　〒271-0064千葉県松戸市上本郷2243-1
- 馬橋支店　〒271-0051千葉県松戸市馬橋1939-1
- 松飛台支店　〒270-2215千葉県松戸市串崎南町19
- 鎌ヶ谷支店　〒273-0121鎌ケ谷市初富362-2